# Notioscopus australis
Notioscopus australis là một loài nhện trong họ Linyphiidae.
Loài này thuộc chi Notioscopus. Notioscopus australis được Eugène Simon miêu tả năm 1894.